# 江東区立深川第七中学校
江東区立深川第七中学校（こうとうくりつ ふかがわだいななちゅうがっこう）は、東京都江東区毛利に存在する公立中学校。

## 概要
- 入学者数は60-70人ほど。校舎内には、1学年3クラス分の部屋を確保しているが、2クラスで足りているため、余り教室は特別教室として活用している。
- 敷地面積が狭く、校庭がテニスコート3面分ほどしかない。
- 体育館棟の1階部分は、「小体育館」とよばれ、体育の授業、放課後は卓球部の練習場所として利用されている。
- 体育館は、校舎の階段の2階と3階の間の広場から行く。上記の1階部分を小体育館と呼ぶのに対し、こちらは、「大体育館」と呼ぶ。
- 第51期の生徒から、制服がブレザーとなった。

## 沿革
- 1959年 - 開校。

## 出身小学校
主に東川小学校、毛利小学校出身の生徒が多いが、近年、他の学区域からの生徒も多い（多い時は学年の3分の1を占めるほど）。

## 交通アクセス
- JR東日本総武本線（総武快速線・総武線各駅停車）・東京メトロ半蔵門線錦糸町駅徒歩10分（南口）
- 東京メトロ半蔵門線・都営地下鉄新宿線住吉駅徒歩5分（B2出口）
- 都営バス錦11・錦13・東20・錦22・東22・錦22「毛利二丁目」停留所徒歩3分